# 北方的金絲雀
《北方的金絲雀》，改編自作家湊佳苗的短篇小說《往復書簡》的其中一篇〈二十年後的作業〉，由導演阪本順治執導，為東映60周年的紀念作品。2012年11月於日本上映，隔年4月於台灣上映。

## 劇情簡介
20年前，川島春來到北海道的某個小島上，擔任島上小學分校的老師。在任教的期間，川島春發現了她所教導的六位學生的唱歌天賦，也藉由唱歌，讓學生們更加親近。但後來發生了一起意外，改變了這一切，也讓川島春決定離開小島...
20年後，在圖書館工作的川島春某日忽然收到通知，說她20年前教過的某個學生犯下了案件。為了瞭解發生了什麼事，也為了還原當年意外的真正經過，川島春開始出發拜訪當年的六位同學。在一次又一次的見面與談話之中，大家才陸續知道了當年意外的真相，也終於能從當年的傷痛與懊悔中得到解脫。

## 登場人物
- 川島春：吉永小百合

20年前在北海道一個小島上面的小學分校教書的老師。
- 分校的六名學生

- 鈴木信人：森山未來

小時候常被同學欺負，而每次被欺負都會尖叫，後來被川島春發現唱歌的天賦。
- 戸田真奈美：滿島光

川島春出發拜訪的第一個學生。也是多年後唯一有與老師保持聯絡的學生。
- 生島直樹：勝地涼

長大後在貿易公司上班。
- 安藤結花：宮崎葵

小時候曾與直樹發生一些爭執，後來便不再聯絡。長大後擔任幼稚園老師。
- 藤本七重：小池榮子

長大後在造船廠擔任焊接工人。
- 松田勇：松田龍平

小時候常常欺負信人，長大後擔任警察。
- 川島行夫：柴田恭兵

川島春的丈夫。
- 阿部英輔：仲村亨

當年島上的警察。

## 獎項
作品賞
- 第36回日本電影金像獎 優秀作品賞

阪本順治
- 第36回日本電影金像獎 優秀監督賞

吉永小百合
- 第36回日本電影金像獎 優秀主演女優賞
- 第37回報知電影獎 主演女優賞
- 第25回日刊體育電影大獎 主演女優賞
- 第36回山路文子電影獎 山路文子女優賞
- 第67回日本放送電影藝術大賞　電影部門 優秀主演女優賞

森山未來
- 第36回日本電影金像獎 優秀助演男優賞
- 第37回報知映画獎 助演男優賞
- 第25回日刊體育電影大獎 助演男優賞
- 2013年度エランドール賞 新人賞
- 2012年全国映連賞 男優賞（『苦役列車』を含む）
- 第67回日本放送電影藝術大賞　電影部門 優秀助演男優賞

滿島光
- 第36回日本電影金像獎 優秀助演女優賞

宮崎葵
- 第67回日本放送電影藝術大賞 優秀助演女優賞

幕後人員
- 第36回日本電影金像獎
  - 最優秀賞
    - 最優秀音楽賞 - 川井郁子
    - 最優秀撮影賞 - 木村大作
    - 最優秀照明賞 - 杉本崇

  - 優秀賞
    - 優秀劇本賞 - 那須真知子
    - 優秀美術賞 - 原田満生
    - 優秀錄音賞 - 志満順一
    - 優秀剪接賞 - 普嶋信一
- 第67回日本放送電影藝術大賞　電影部門
  - 優秀攝影賞 - 木村大作
  - 優秀照明賞 - 杉本崇
  - 優秀美術賞 - 原田満生
  - 優秀錄音賞 - 志満順一
  - 優秀剪接賞 - 普嶋信一
- 第67回每日電影獎 録音賞 - 志滿順一[2]

## 與原著相異處
湊佳苗的小說《往復書簡》中是以書信的方式來描述整個故事，但電影並非採用這樣的手法，故雖然電影譯名採用原著的名字《往復書簡》，但片中並無書信往來。

## 外部連結
- Kita no kanaria-tachi (2012)-IMDb
- 開眼電影網-往復書簡：二十年後的作業（页面存档备份，存于）
- 電影中文預告（页面存档备份，存于）